# Braden Fiske
Braden Fiske (Michigan City, 18 gennaio 2000) è un giocatore di football americano statunitense che milita nel ruolo di defensive tackle per i Los Angeles Rams della National Football League (NFL).

## Carriera universitaria
Fiske iniziò la carriera nel college football a Western Michigan, giocandovi dal 2019 al 2022. Lì disputó come titolare 30 gare su 45, mettendo a segno 148 tackle e 13,5 sack. Nel 2023 optò per trasferirsi a Florida State, dove passò l’ultima stagione.

## Carriera professionistica

### Los Angeles Rams
Fiske fu scelto nel corso del secondo giro (39º assoluto) del Draft NFL 2024 dai Los Angeles Rams. Debuttò come professionista partendo come titolare nella gara del primo turno contro i Detroit Lions mettendo a segno 5 placcaggi. La settimana successiva recuperò un fumble contro gli Arizona Cardinals. Alla fine di novembre fu premiato come miglior rookie difensivo del mese in cui mise a segno 11 placcaggi, 5 sack e un fumble forzato. Nel penultimo turno disputò la terza partita stagionale con più di un sack nella vittoria sui Cardinals. La sua prima stagione si chiuse con 44 placcaggi, 8,5 sack e 2 fumble forzati in 17 partite, di cui 8 come titolare, venendo inserito nella formazione ideale dei rookie dalla Pro Football Writers of America e chiudendo terzo nel premio di rookie difensivo dell'anno.

## Palmarès
- Rookie difensivo del mese: 1

novembre 2024
- PFWA All-Rookie Team - 2024